# 2025년 모나코 그랑프리
틀:자동차 경주 대회 정보
2025년 모나코 그랑프리(영어: 2025 Monaco Grand Prix)는 2025년 5월 25일 모나코의 Circuit de Monaco에서 열린 2025년 포뮬러 원 세계 선수권 대회의 8번째 라운드이다. 랜도 노리스(맥라렌)가 폴 포지션에서 출발해 우승하며 시즌 두 번째 승리를 거두었다.

## 경기 개요
- 폴 포지션: 랜도 노리스 (맥라렌) – 1:09.954
- 가장 빠른 랩: 랜도 노리스 (맥라렌), 랩 78 – 1:13.221
- 관중 수: 약 250,000명
- 하이라이트:

```
 * 노리스의 폴‑투‑피니시 승리로 맥라렌의 모나코 우승은 2008년 이후 처음이다
 * 
찰스 르클레르
(
페라리
) 2위, 
오스카 피아스트리
(
맥라렌
) 3위  
 * 
맥스 베르스타펜
(
레드불 레이싱
) 4위, 
루이스 해밀턴
(
페라리
) 5위  
 * 트랙 구조 상 overtaking 어려워 드라이버 전원 거의 순위 유지  
 * 
조지 러셀
(
메르세데스
)는 트랙 컷으로 패널티 받으며 11위로 내려감
```

## 결승 결과
| 순위 | 드라이버                 | 팀            | 랩 | 시간/격차            | 포인트 |
| ---- | ------------------------ | ------------- | -- | -------------------- | ------ |
| 1    | 랜도 노리스              | 맥라렌        | 78 | 1:40:33.843          | 25     |
| 2    | 찰스 르클레르            | 페라리        | 78 | +3.131초             | 18     |
| 3    | 오스카 피아스트리        | 맥라렌        | 78 | +3.658초             | 15     |
| 4    | 맥스 베르스타펜          | 레드불 레이싱 | 78 | +20.572초            | 12     |
| 5    | 루이스 해밀턴            | 페라리        | 78 | +51.387초            | 10     |
| 6    | 이삭 하자르              | 레이싱 불스   | 77 | +1랩                 | 8      |
| 7    | 에스테반 오콘            | 하스          | 77 | +1랩                 | 6      |
| 8    | 리암 로슨                | 레이싱 불스   | 77 | +1랩                 | 4      |
| 9    | 알렉산더 알본            | 윌리엄스      | 76 | +2랩                 | 2      |
| 10   | 카를로스 사인즈 주니어   | 윌리엄스      | 76 | +2랩                 | 1      |
| 11   | 조지 러셀                | 메르세데스    | 76 | +2랩                 | 0      |
| 12   | 올리버 베어먼            | 하스          | 76 | +2랩                 | 0      |
| 13   | 프랑코 콜라핀토          | 알핀          | 76 | +2랩                 | 0      |
| 14   | 가브리엘 보르톨레토      | 킥 자우버     | 76 | +2랩                 | 0      |
| 15   | 랜스 스트롤              | 애스턴 마틴   | 76 | +2랩                 | 0      |
| 16   | 니코 휠켄버그            | 킥 자우버     | 76 | +2랩                 | 0      |
| 17   | 유키 츠노다              | 레드불 레이싱 | 76 | +2랩                 | 0      |
| 18   | 아드리아니 키미 안토넬리 | 메르세데스    | 75 | +3랩                 | 0      |
| 19   | 페르난도 알론소          | 애스턴 마틴   | 36 | 리타이어 (엔진 고장) | 0      |
| 20   | 피에르 가슬리            | 알핀          | 7  | 리타이어 (사고)      | 0      |

- 완주자 17위까지, 18~20위는 공식 DNF 표기에 준해 정리함

## 챔피언십 순위
이 레이스 이후 드라이버 챔피언십에서는 오스카 피아스트리가 선두를 유지하며, 맥라렌이 컨스트럭터스 부문에서도 우위를 점하고 있다